# Бархатница ликаон
Бархатница ликаон (лат. Hyponephele lycaon) — вид дневных бабочек из семейства бархатниц.

## Этимология латинского названия
Ликаон (греческая мифология) — царь Аркадии, за святотатство превращенный Зевсом в волка.

## Описание
Длина переднего крыла 19—24 мм. Размах крыльев 36—43 мм. Передние крылья самца на верхней стороне серо-коричневого цвета со слепым чёрным «глазком» у вершины. Андрокониальное поле у самцов узкое, слабо заметное, пересекается двумя более светлыми жилками. Передние крылья самок серо-коричневого цвета, с двумя крупными глазками на общем охристом поле. На переднем крыле у самок жёлтая кайма вокруг верхнего и нижнего черных глазков обычно сливается в виде восьмёрки. Задние крылья снизу буровато-серого цвета, без черных «глазков».

## Ареал и местообитание
Кавказ и Закавказье, Средняя, Южная, Восточная Европа, Малая Азия, частично Центральная Азия, Китай, Восточный Казахстан, Монголия, Южная Сибирь на восток до Забайкалья.
Населяет хорошо прогреваемые солнцем поляны, лесные опушки, обочины дорог по сухим соснякам, ксероморфные луга, песчанная карьера в долинах рек, вдоль русел горных рек среди разнотравья. Иногда может встречаться в антропогенных ксерофитных ландшафтах. В горах Карпат поднимается до высоты до 1160 м н.у.м. На Большом Кавказе встречается на высотах до 2500 м над ур.м., чаще — на уровне 1000—1700 м над ур.м.

## Биология
Развивается в одном поколении за год. Время лёта бабочек — с середины июня до конца августа — начала сентября. На юге Украины бабочки встречаются иногда уже с конца мая. В Карпатских горах вылет может задерживаться до середины июля. Самки откладывают яйца по одному на листья кормовых растений. Стадия яйца длится около 4 недель. Гусеницы зеленого цвета, с четырьмя светлыми продольными линиями и двумя буроватыми вертикальными пятнами на голове. Ведут скрытный образ жизни и активны только в ночное время суток. Гусеницы развиваются с зимовкой с августа по май-июнь следующего года. Гусеницы кормятся различными злаками, такими как: кострец прямой, костер, овсяница овечья, овсяница красная, овсяница, мятлик. Окукливается на растениях на нижней стороне листьев.

## Подвиды
- Hyponephele lycaon lycaon
- Hyponephele lycaon alpherakyi (Sheljuzhko, 1937)
- Hyponephele lycaon catalampra (Staudinger, 1895)
- Hyponephele lycaon jakovlevi Korolev, 2001;
- Hyponephele lycaon salona (Fruhstorfer, 1909)
- Hyponephele lycaon zuvandica Samodurow, Korolew et Tschikolowez, 1996